# Apple A11
 Apple A11 BionicはAppleが設計した64ビットARM SoCである 。
2017年9月12日 (現地時間) に発表されたiPhone 8、iPhone 8 Plus、iPhone Xに搭載されている。
A11チップのCPUは、2つの高性能コアと4つの高効率コアで構成され、高性能コアはA10の最大1.6倍の速さで動作し、高効率コアはA10の2倍、独自設計によるGPUはA10の最大2.2倍の速さで動作するとしている。
このA11 Bionic以降、A16 Bionicまで世代番号の後ろに「Bionic」が記述されている意味は「ワクワクするから」と付けられただけのものである。なお、IPhone 16/IPhone 16 Plusに搭載されているSoCであるApple A18には「Bionic」と言う表記はない。

## デザイン
A11 BionicのCPUは6コア構成で、Monsoonと呼ばれる2つの高性能コアと、Mistralと呼ばれる4つの高効率コアが搭載されており、8MBの二次キャッシュを備えているが、三次キャッシュは搭載されなかった 。A11 Bionicと前世代チップの大きな違いは新しい第2世代のパフォーマンスコントローラを使用していることで、これによって6つのコアすべてを同時に使用できる 。A11 Bionicには、A10 Fusionよりも70％高速なグラフィックス性能を備えたApple独自の3コアGPUが組み込まれている 。これにより、iPhone 8, 8 PlusおよびiPhone XはImagination Technologies知的財産を利用しない為、従来PowerVRアーキテクチャ実装において支払っていたロイヤルティ代が不要になった。内蔵のRAMもApple A9(A9X)〜Apple A10(A10X)で採用されていた2GB/3GB/4GB（LPDDR4）から2GB/3GB（LPDDR4X）へと変更された。 A11 BionicにはA7にて初めて搭載されたモーションコプロセッサM7の第5世代目となるM11が組み込まれている。また、照明推定、広色域キャプチャ、および高度なピクセル処理をサポートする新しい画像処理プロセッサも含まれている。
A11 Bionicから毎秒600億回の演算ができる新たにAppleが「Neural Engine」と名付けた専用のニューラルネットワークハードウェアが搭載された。これはFace ID、アニ文字などの機械学習タスクに利用されている。
A11 BionicはTSMCの10nm FinFETプロセスにより製造され、43億トランジスタが搭載されている。

## 採用製品
- iPhone 8
- iPhone 8 Plus
- iPhone X